# 蒂沃利城市公園

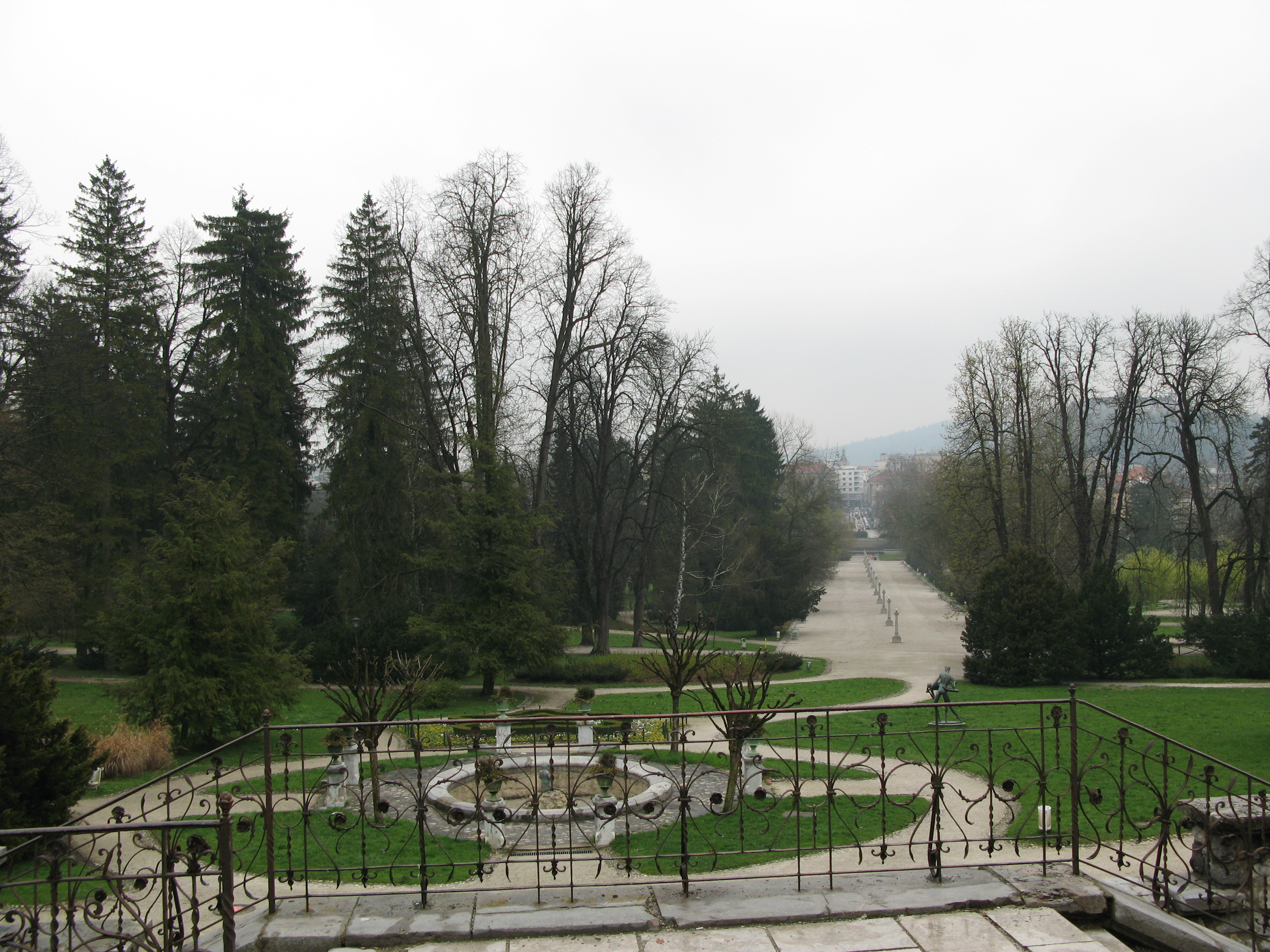
蒂沃利城市公園

蒂沃利城市公園是位於斯洛維尼亞首都盧比安納的一個公園，也是盧比安納最大的公園。蒂沃利城市公園內有蒂沃利城堡。